# Sint-Willibrorduskerk (Oud-Vossemeer)
De Sint-Willibrorduskerk is een rooms-katholieke kerk aan de Dorpsweg 7 in Oud-Vossemeer in de provincie Zeeland en een van de vijf kerken die het dorp rijk is.

## Geschiedenis
Na de reformatie kwam de Johannes de Doperkerk in 1578 in handen van de protestanten. De rooms-katholieke inwoners woonden tot 1648 de kerkdiensten bij in een schuilkerk in Halsteren. De overtocht naar Noord-Brabant werd aanvankelijk door de heren van Zeeland verboden op zon- en feestdagen en In 1648 werd na de Vrede van Münster de katholieke eredienst verboden. Na de inval van de Franse troepen in 1795 en de oprichting van de  Bataafse Republiek kwam er vrijheid van godsdienst en in november van datzelfde jaar werden er pastoors aangesteld in Tholen en in Nieuw-Vossemeer. Het huidige kerkgebouw werd in 1841 gebouwd met financiële steun van koning Willem II en werd gewijd aan Sint Willibrordus. De kerk werd op 16 december 1841 in gebruik genomen en in 1928 aan de binnenzijde gerestaureerd. Einde 20e eeuw volgde nogmaals een grondige restauratie. De kerk kreeg in 1974 de status van rijksmonument.
Vanaf 1975 was er geen eigen pastoor meer in Oud-Vossemeer en werd besloten samen te werken met de parochies van Tholen, Lepelstraat en Halsteren onder de naam HALTO. Uiteindelijk leidde dit in 2008 tot de fusie van de 4 parochies tot de Sint Christoffel Parochie.

## Beschrijving
De bakstenen zaalkerk is opgetrokken in neoclassicistische stijl en heeft een torentje boven op een puntgevel, boogvensters en een voorgevel met blindnissen. Het hoofdaltaar dateert uit de 18e eeuw.
In 1854 werd een tweedehands kerkorgel geleverd door orgelbouwer C.J. Rogier uit Bergen op Zoom, de bouwer en het bouwjaar zijn onbekend. In 1951 werd het orgel gerestaureerd door de firma Verschueren.

## Fotogalerij

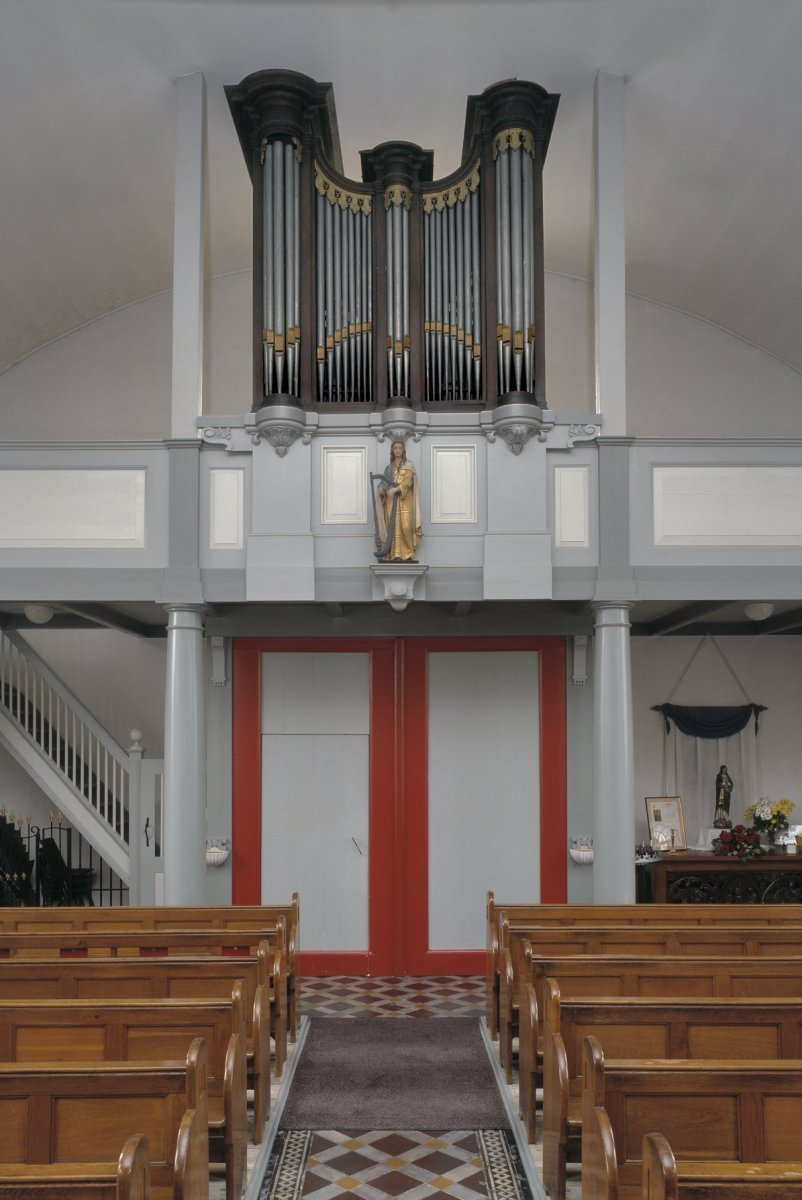
Interieur met orgel
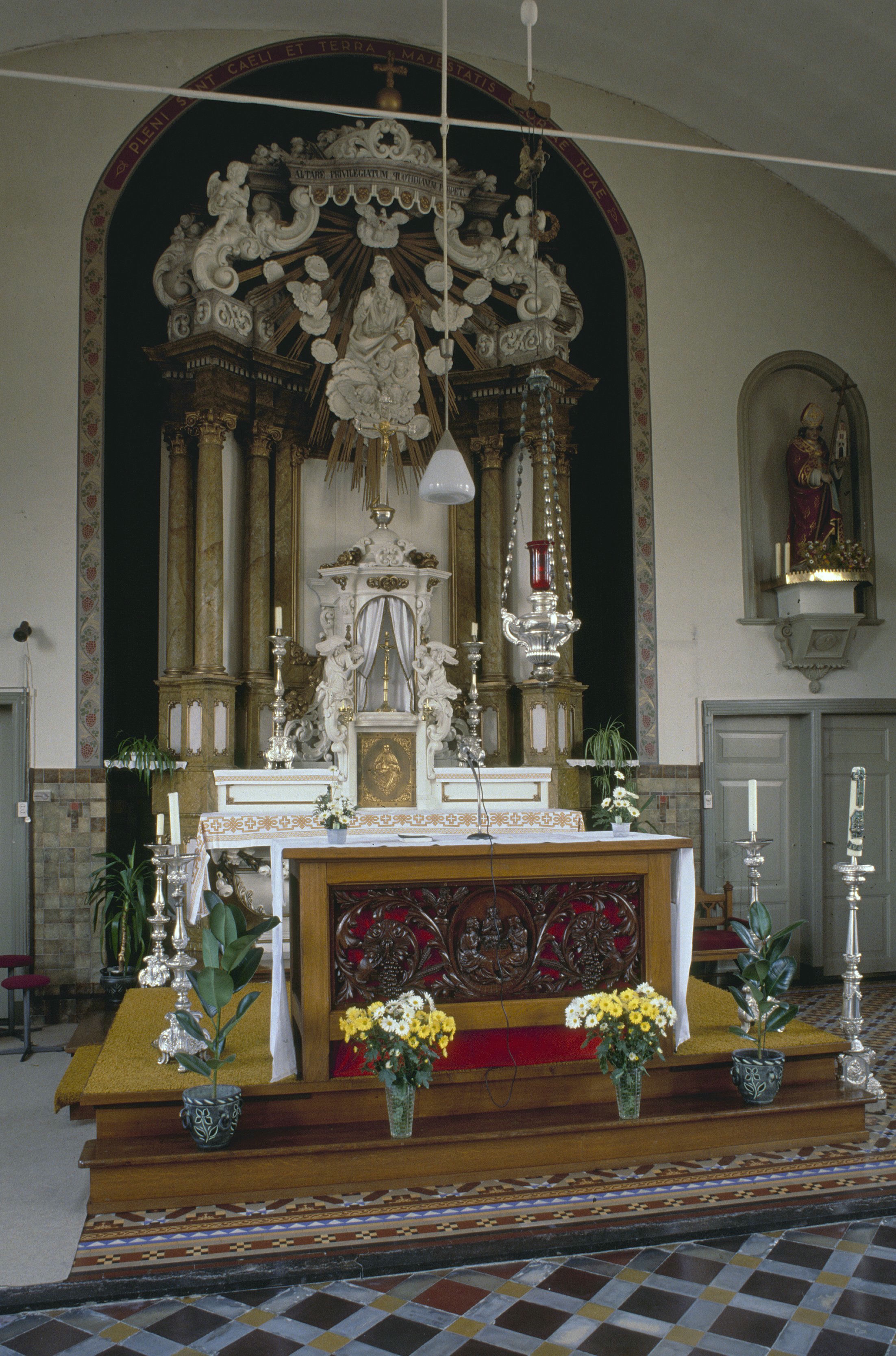
Hoofdaltaar
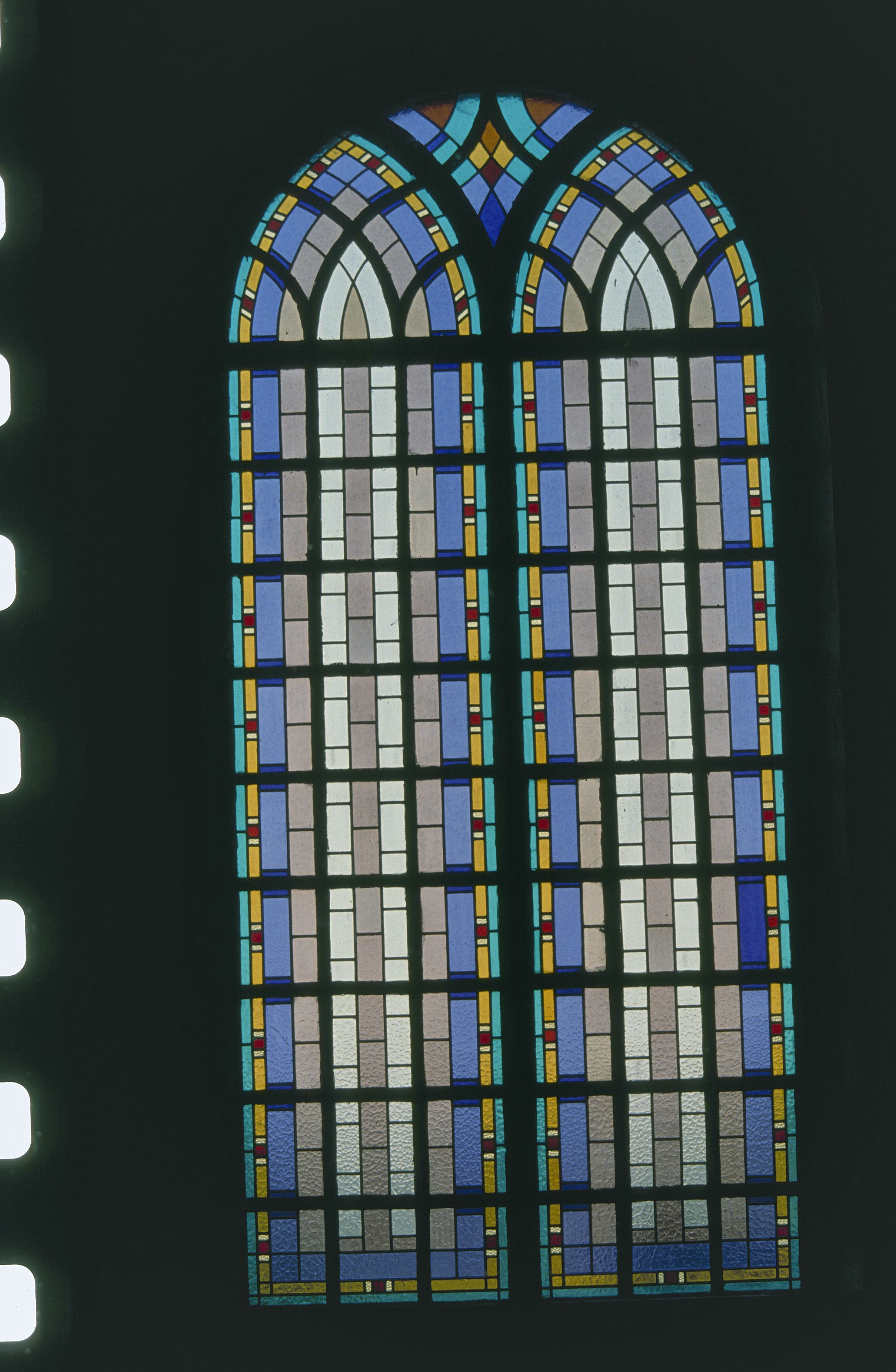
Glas in loodraam
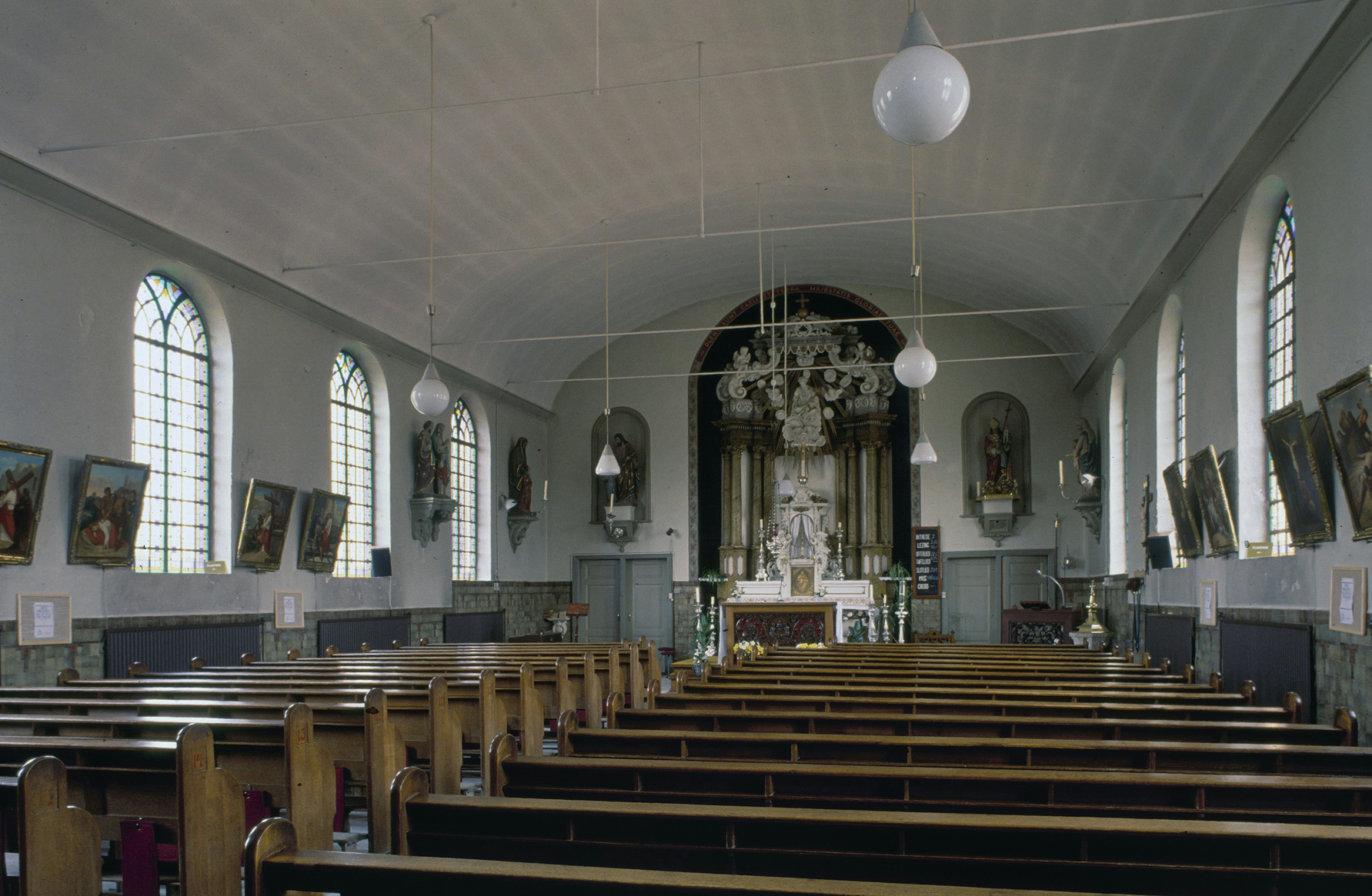
Interieur, overzicht naar het oosten